# Monument national Grand Canyon-Parashant
Le monument national Grand Canyon-Parashant est un monument national américain situé dans la région du Grand Canyon dans le nord-ouest de l'État d'Arizona aux États-Unis. Il a été institué le 11 janvier 2000 par le président Bill Clinton et couvre une superficie de 4242 km². Il est administré conjointement par le Bureau of Land Management et le National Park Service.

## Description
Le toponyme Parashant dérive du païute Pawteh 'ee oasoasant signifiant « cache de l'élan brun » .
Le site est très isolé, il n’y a pas de routes goudronnées menant au monument et pas de services aux visiteurs. L’altitude varie de 370 m au-dessus du niveau de la mer près de la baie de Grand Wash au lac Mead, à 2 447 m au mont Trumbull. Le monument national Grand Canyon-Parashant abrite les zones de nature sauvage suivantes :
- Grand Wash Cliffs Wilderness
- Mount Logan Wilderness
- Mount Trumbull Wilderness
- Paiute Wilderness (en partie)

En 2005, une expédition scientifique a exploré 24 grottes dans la zone et décrit deux nouvelles espèces de diplopodes, découvert le premier psocoptère en Amérique du Nord, ainsi que 4 nouvelles espèces (et un nouveau genre) de grillons.

## Galerie

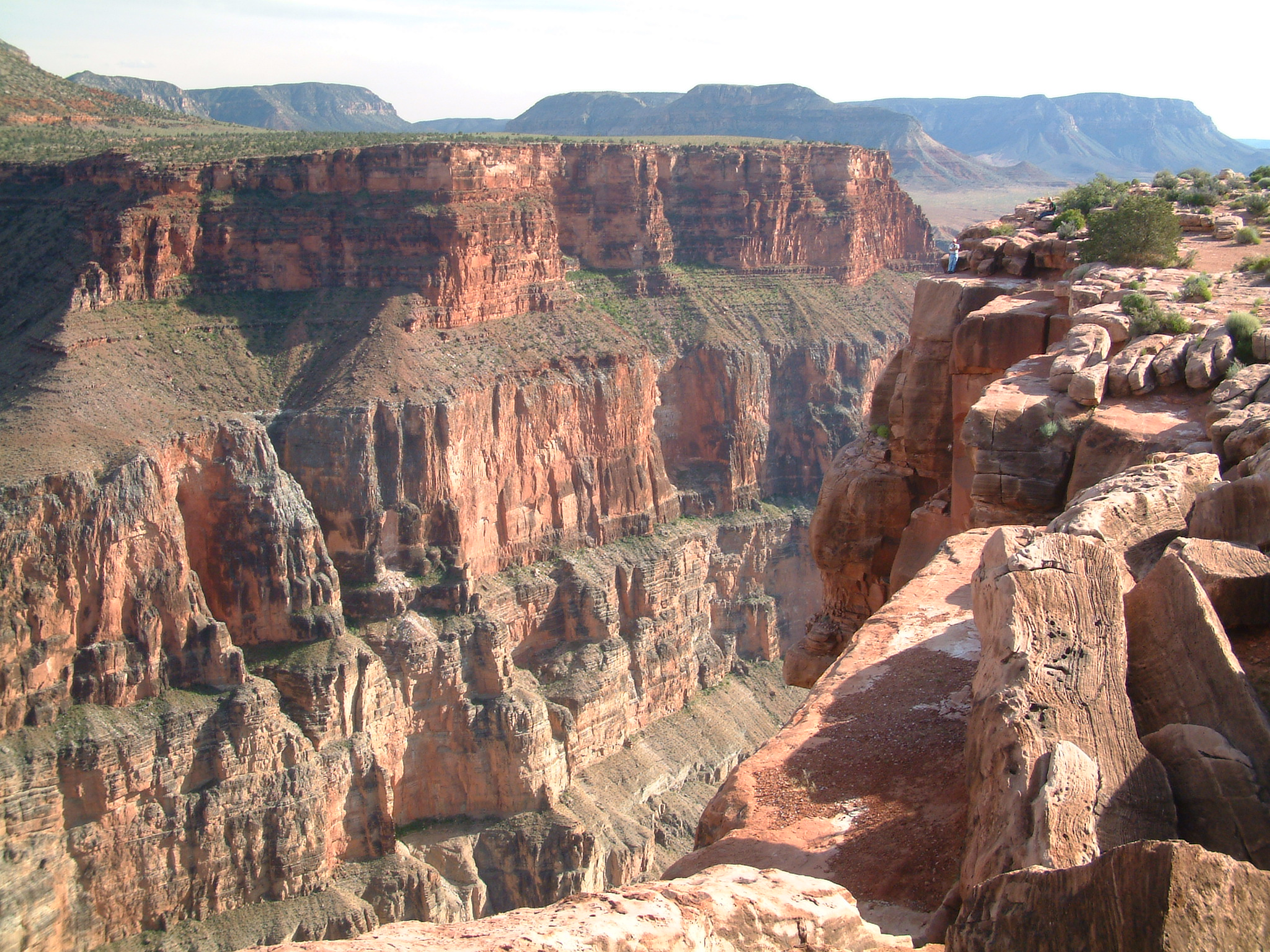
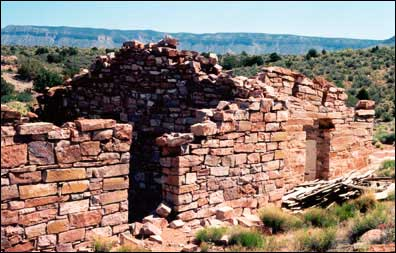
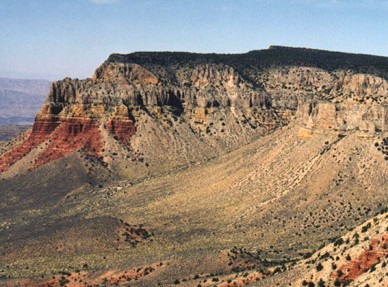
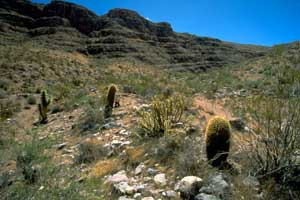
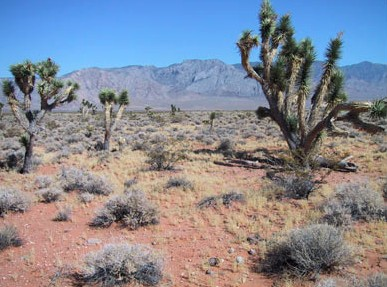